# Purgatorio - Canto quinto

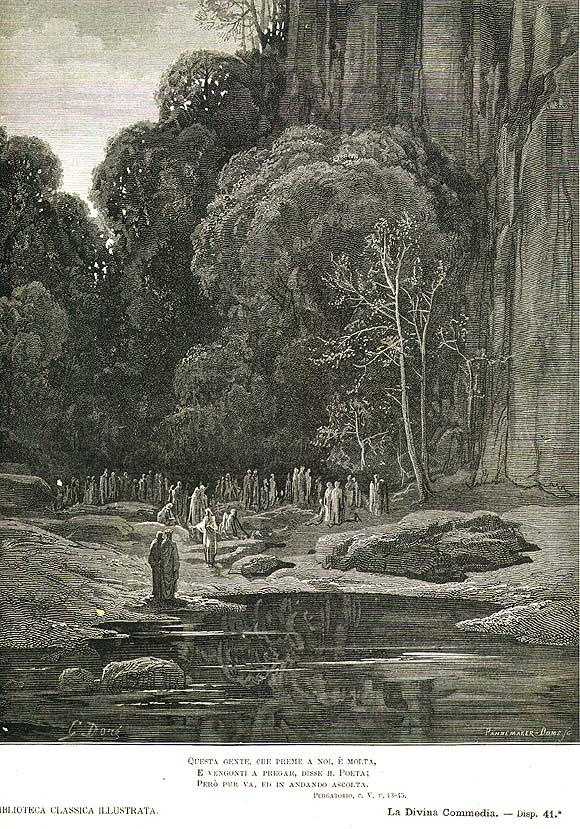
Dante incontra alcuni spiriti, illustrazione di Gustave Doré

Il canto quinto del Purgatorio di Dante Alighieri si svolge nell'Antipurgatorio, dove le anime dei morti violentemente attendono di poter iniziare la loro espiazione; siamo nel pomeriggio del 10 aprile 1300 (Pasqua), o secondo altri commentatori del 27 marzo 1300.

## Incipit
(Anonimo commentatore dantesco del XIV secolo)

## Sintesi
Questo è in un certo senso il canto del corpo: infatti tutto ruota attorno a questo tema. Dante dà al corpo una grandissima importanza: come questo ha sofferto sulla terra così  dovrà, alla fine dei tempi, godere della somma beatitudine in cielo.

### Rimprovero di Virgilio - vv.1-21
Dante, seguendo Virgilio, si allontana dalle anime dei pigri fin quando una di queste lancia un grido di meraviglia poiché i raggi del sole non riescono a trapassare il corpo del poeta e ne proiettano l'ombra sul terreno. Alle parole del penitente Dante si volge e vede le anime guardarlo meravigliate, ma Virgilio lo richiama con una certa fermezza ricordandogli che l'uomo proteso ad un fine non deve lasciarsi distrarre ma deve perseguirlo con decisione. Dante non può non accogliere l'invito del maestro, perché riconosce la verità dell'osservazione.

### I negligenti morti di morte violenta - vv. 22-63
Dante e Virgilio si trovano nell'antipurgatorio e sulle pendici del monte incontrano una nuova schiera di anime che intona il salmo "Miserere". Esse sono le anime di coloro che sono morti di morte violenta e si sono pentiti solo in fin di vita. Vedendo Dante sono colte da desiderio di sapere il motivo per cui egli, essendo vivo, si trova nel Purgatorio. Virgilio, per fugare i loro dubbi, dice che Dante è vivo. Allora le anime ansiose di essere considerate si precipitano da loro, ma Dante dice che non ha mai visto nessuna di loro, ma che è disposto, in nome della loro pace, ad ascoltarle.

### Jacopo del Cassero - vv. 64-84
Il primo interlocutore di Dante è Jacopo del Cassero. Questi nacque a Fano nel 1260 e nel 1289 partecipò alla battaglia di Campaldino, dove probabilmente conobbe Dante. Difese Bologna, città di cui era podestà (1296-97), dagli attacchi di Azzo VIII, signore di Ferrara. Nel 1298 venne eletto podestà di Milano e per raggiungere la città decise di passare da Venezia via mare per poi proseguire via terra, evitando i territori dell'avversario. Nonostante ciò, mentre si trovava nel veneziano, ad Oriago, attualmente frazione del comune di Mira, venne raggiunto dai sicari di Azzo VIII e ucciso.

Jacopo chiede a Dante, se passerà per Fano, di ricordare ai suoi parenti di pregare per lui affinché il tempo da trascorrere nell'antipurgatorio finisca.

### Bonconte da Montefeltro - vv. 85-129

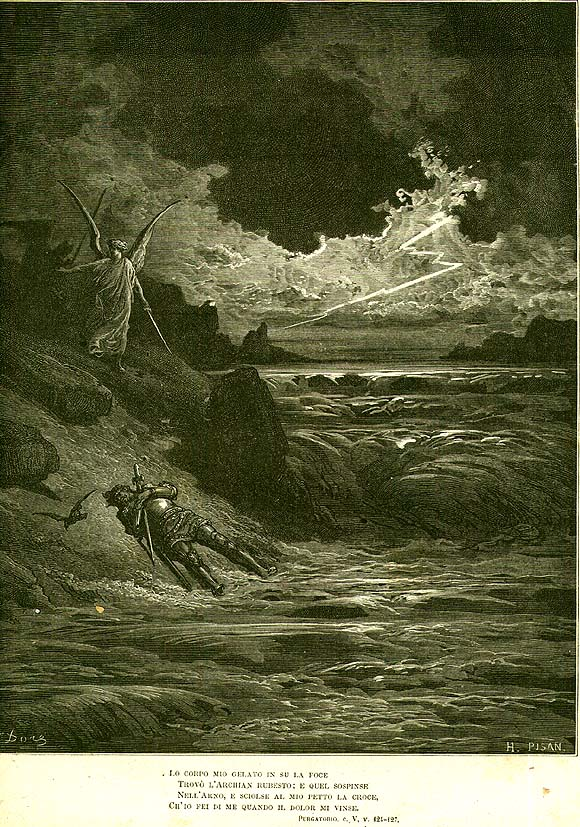
La morte di Bonconte da Montefeltro, illustrazione di Gustave Doré

Un'altra anima chiede a Dante di pregare per lei: essa appartiene a Bonconte da Montefeltro. Bonconte (in uno dei passaggi più vibranti dell'intera Commedia) sottolinea che, se in vita era appartenuto alla casata dei Montefeltro, ora egli è semplicemente se stesso, attraverso la formula "io fui di Montefeltro, io son Bonconte" (Vv.88); è quindi evidente un distacco totale dalla dimensione terrena. Bonconte nacque dal conte ghibellino Guido da Montefeltro (che Dante colloca nell'inferno tra i consiglieri fraudolenti) e partecipò alla cacciata dei guelfi da Arezzo nel 1287. Ad Arezzo fu a capo dei ghibellini contro i Senesi. Morì nella battaglia di Campaldino nel 1289, ma il suo cadavere non fu mai trovato. Bonconte narra della sua cruenta morte e dell'invocazione a Maria per il perdono dei peccati in fin di vita. Specifica il luogo in cui morì esangue in seguito alle ferite ricevute: nel Casentino, nel punto in cui scorre l'Archiano affluente dell'Arno.
Buonconte ebbe in moglie una certa Giovanna, nominata nel Vv.89: Giovanna, o altri, non ha di me cura.
Jacopo e Bonconte sono accomunati dal sangue, che segna l'atmosfera di estrema violenza di quegli anni. Particolare è il ricordo di Bonconte sulla disputa avvenuta dopo la sua morte tra il diavolo e un angelo: entrambi reclamavano l'anima: l'angelo affermava che lui doveva avere l'anima perché Bonconte si era pentito, mentre il diavolo sosteneva che fosse un'ingiustizia perdonarlo dopo una vita trascorsa nel peccato. Il diavolo, sconfitto, vuole vendicarsi sul corpo di Bonconte. Provoca un violento temporale che fa straripare le acque che a loro volta si dirigono verso l'Arno. Il corpo viene così straziato dalla furia della corrente e trascinato finché le braccia di Bonconte, poste a forma di croce sul petto, si sciolgono.
Spontaneo e quasi automatico il parallelo con le vicende estreme e il destino del padre: anche per Guido da Montefeltro (XXVII dell'Inferno) si accende una disputa subito dopo la morte, in quel caso tra San Francesco (Guido in vecchiaia si era "reso" frate) e un "nero cherubino". A differenza di Bonconte - salvo per una "lagrimetta", come beffardo dice il demonio -, Guido è dannato all'inferno per aver dato un consiglio fraudolento a papa Bonifacio VIII, che surrettiziamente lo aveva assolto prima del peccato. Assoluzione, com'è ovvio, non valida.

### Pia de' Tolomei - vv. 130-136

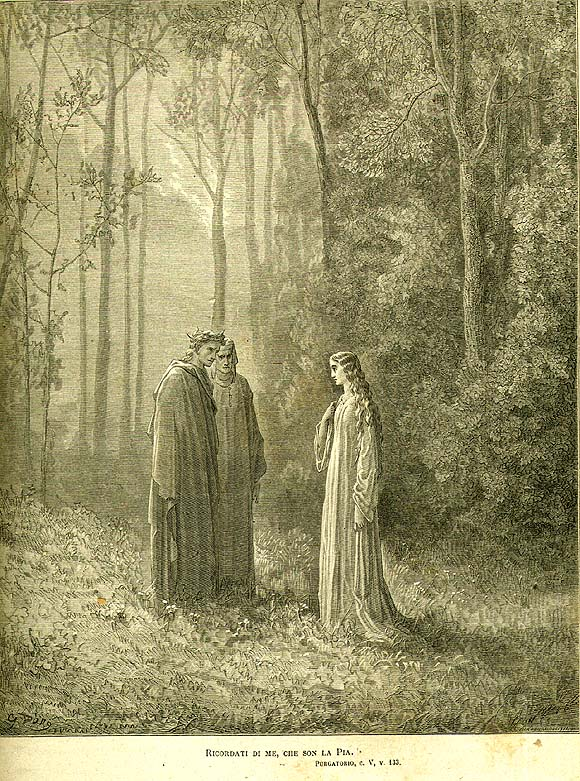
Pia de Tolomei, Doré

Una terza anima chiede a Dante di pregare per lei una volta ritornato in terra: appartiene a Pia dei Tolomei, ed enuncia gentilmente e brevemente al pellegrino il luogo in cui nacque, Siena, e in cui fu uccisa, la Maremma. Allude attraverso una perifrasi al suo assassino: il marito. La donna era forse una nobile di Siena appartenente alla casata dei Tolomei, e, secondo ricostruzioni mai pienamente verificate storicamente, morta nel 1297 per mano del consorte, signore del castel di Pietra in Maremma. Sono state avanzate alcune ipotesi sul motivo dell'assassinio: alcuni storici antichi ritengono che Nello dei Pannocchieschi, il marito, l'abbia uccisa per risposarsi con Margherita Aldobrandeschi, secondo altri in seguito all'infedeltà della moglie.
L'unica analogia tra i personaggi è la morte violenta subita e il pentimento avvenuto in punto di morte. Bonconte e Iacopo del Cassero sono morti in seguito a battaglie o feroci inimicizie con altri nobili, e manifestano sentimento e coinvolgimento nel raccontare la loro storia a Dante. Il periodo in cui i due hanno vissuto è caratterizzato da lotte per il potere tra i vari signori italiani. Al contrario Pia dei Tolomei assume un tono non recriminatorio verso il suo uccisore, non sembra turbata dal fatto che prima egli la prese come sposa e successivamente la uccise. L'atteggiamento della donna nel raccontare la propria storia a Dante è distaccato e freddo, come a sottolineare il suo completo distacco dalla vita e dal mondo terreno; è l'unica, tuttavia, dalla quale traspare un velo di cortesia, chiedendogli di farle il favore di ricordarla in terra solo dopo essersi riposato dal lungo viaggio.

## Analisi
Il canto, attraverso i tre personaggi che allinea, presenta un quadro impressionante della violenza sanguinosa che macchia ogni luogo e ogni situazione, dalla più ovvia violenza politica e militare a quella, più nascosta ma altrettanto tragica, che si svolge in famiglia. Le accuse ai colpevoli, benché espresse senza toni veementi, non mancano: da "quel da Esti" (v. 77), ossia il signore di Ferrara che perseguita Jacopo del Cassero, allo sposo omicida di Pia de' Tolomei. Un altro e diverso colpevole viene additato da Bonconte, nel suo racconto drammatico degli estremi istanti di vita: la natura sconvolta, che con le acque dei fiumi in piena trascina il corpo fino a sciogliere le braccia che aveva stretto in croce come ultimo segno della fiducia in Dio, è strumento del demonio che, ribellandosi vanamente all'angelo che salva l'anima, pentitasi in extremis, esercita il suo dominio sul corpo di Bonconte.
Il canto è costruito intorno al tema del pentimento che, benché tardivo, è tuttavia tale da indurre Dio alla misericordia; a questo si collega il tema della preghiera, pronunciata dalle anime in coro (è appunto il Miserere) e della richiesta che tutte le anime fanno a Dante di ricordarle tra i viventi: così Jacopo ai vv. 70-72 e Bonconte al v. 89.

Questo canto, nel quale si inserisce anche un diretto motivo autobiografico (la battaglia di Campaldino del 1289, alla quale Dante partecipò), si potrebbe anche considerare, proprio per il sangue e la violenza che descrive, una sorta di preparazione al canto VI, nel quale Dante pronuncia una durissima invettiva contro l'Italia tutta, segnata dall'ingiustizia e dalla prepotenza.